# Miss Chawner
Miss Chawner, también conocida como Señorita Chawner, fue una tenista argentina considerada en diversos momentos entre 1903 y 1905 inclusive, cuando todavía no existía la clasificación oficial que recién sería instaurada en 1929, como la mejor de su país. Alternó en esos años el primer lugar con Winnifred Boadle.
Fue campeona en individuales de los tres primeros torneos femeninos del Campeonato del Río de la Plata:
- En 1903 le ganó la final a Winnifred M. Boadle por 6-3 y 6-2.[4]
- En 1904 le ganó la final a Winnifred M. Boadle por 6-2 y 9-7.[4]
- En 1905 le ganó la final a Maud Jacobs por 6-4, 4-6 y 6-3.[4]